# Don Cristóbal Suárez de Ribera
Don Cristóbal Suárez de Ribera est une huile sur toile peinte par Velázquez datée 1620. Elle est signée par un monogramme difficile à lire DOVZ o DLZ et est conservée au Musée des beaux-arts de Séville en dépôt la Confrérie de San Hermenegildo.
La personne représentée fonda à Séville la chapelle ou l'ermitage San Hermenegildo, construit entre 1607 et 1616, où la toile fut conservée jusqu'à sa restauration et son transfert au musée des beaux-arts de Séville en 1910. Elle est attribuée dans un inventaire de 1795 à Francisco de Herrera le Vieux. Suárez de Ribera fut le parrain lors du baptême de Juana Pacheco, mariée à Velázquez en avril 1618. Il mourut la même année, le 13 octobre à 68 ans. Il s'agit d'un portrait posthume où le visage ne reflète pas l'âge qu'il pouvait avoir lorsque Vélasquez le connut.
Le religieux représenté, dévot de San Hermenegildo, est à genoux dans une salle vide. Au fond, une grande fenêtre laisse paraître des arbres et des nuages masquant le soleil.  En haut sont représentées les armes de la congrégation :  une croix avec une guirlande de roses entre une hache (instrument du martyre du saint) et une palme enlacée par une couronne sur fond rouge.
Lors du nettoyage de la toile en 1910, alors que la toile était attribuée à l'école sévillanne de peinture, furent découvertes deux inscriptions : « 1620» et le monogramme « DOVZ » ou « DLZ » (D,V et Z entrelacées, le O peut également être le point d'un « i ») et fut attribuée à Vélasquez, bien que d'autres interprétations eussent été proposées. La toile fut alors considérée de façon unanime comme de Vélasquez, malgré son mauvais état de conservation et les éclats dans la peinture. Le fait que l'œuvre soit posthume explique le manque de vraisemblance de la toile, le visage pâle et trop petit, et une tache sur un vêtement trop grand et vide, très loin des toiles contemporaines comme la Vénérable Mère Jerónima de la Fuente. 
Le type de portrait, dont le modèle pourrait être des bustes funéraires sculptés, garde un lien fort avec la personne représentée, et est normalement exposé dans l'espace même où se déroule la scène sacrée du tableau. Mais, parce que ce tableau représente le chapelain priant à genoux, il a pu être décidé de le mettre dans un lieu isolé, sur sa tombe, idéalement intégré à aux décorations sacrées de San Hermenegildo (attribuées à Martínez Montañés) au-dessus du grand autel.